# Scott Bakula
Scott Stewart Bakula (Saint Louis, 9 oktober 1954) is een Amerikaans acteur. Hij won in 1992 een Golden Globe voor de televisieserie Quantum Leap, waarin hij vijf seizoenen hoofdpersonage Sam Beckett speelde. Hij speelde daarnaast onder meer kapitein Jonathan Archer in Enterprise, de serie die volgde op de Star Trekserie Voyager.
In 1983 speelde Bakula Joe DiMaggio in de Broadway-productie Marilyn, An American Fable. Zijn televisieoptredens beperkten zich toentertijd tot reclamespots. In 1988 werd hij genomineerd voor een Tony Award voor zijn rol in de Broadway-musical Romance, Romance. Deze nominatie hielp hem een hoofdrol naast Dean Stockwell te krijgen in de sciencefictionserie Quantum Leap. Hierin speelt hij tijdreiziger Dr. Samuel Beckett, die door een fout in zijn machine tussen personen uit het verleden heen en weer springt. Voor deze rol werd Bakula drie keer genomineerd voor een Golden Globe, waarvan hij één nomatie verzilverde. Daarnaast werd hij hiervoor vier keer genomineerd voor de Emmy Award voor beste acteur.

## Filmografie
*Exclusief 15+ televisiefilms
- Behind the Candelabra (2013)
- The Informant! (2009)
- The Ticket (2003)
- Life as a House (2001)
- Role of a Lifetime (2001)
- Above Suspicion (2000)
- Luminarias (2000)
- American Beauty (1999)
- Major League: Back to the Minors (1998)
- Cats Don't Dance (1997, stem)
- Lord of Illusions (1995)
- My Family (1995)
- A Passion to Kill (1994)
- Color of Night (1994)
- For Goodness Sake (1993)
- Necessary Roughness (1991)
- Sibling Rivalry (1990)

## Televisieseries
*Exclusief eenmalige gastrollen
- NCIS: New Orleans - Special Agent Dwayne Cassius Pride (2014-2021)
- The New Adventures of Old Christine - Jeff 'Papa Jeff' Hunter (2006-2009, drie afleveringen)
- Chuck - Steve Bartowski (2009-2010, zeven afleveringen)
- State of the Union - Chris Fulbright (2008, vier afleveringen)
- Enterprise - Captain Jonathan Archer (2001-2005, 98 afleveringen)
- Mr. & Mrs. Smith - Mr. Smith (1996, dertien afleveringen)
- Murphy Brown - Peter Hunt (1993-1996, dertien afleveringen)
- Quantum Leap - Dr. Sam Beckett (1989-1993, 97 afleveringen)
- Eisenhower & Lutz - Barnett M. 'Bud' Lutz Jr (1988, elf afleveringen)
- Designing Women - Dr. Theodore 'Ted' Shively (1986-1988, vijf afleveringen)
- Matlock - Palmer (1987, twee afleveringen)
- Gung Ho - Hunt Stevenson (1986-1987, negen afleveringen)

- Biblioteca Nacional de España: XX1227286
- Bibliothèque nationale de France: cb140221795 (data)
- Gemeinsame Normdatei: 14155830X
- International Standard Name Identifier: 0000 0001 1474 8819
- Library of Congress Control Number: n90720895
- MusicBrainz: fe0dd2c4-6f99-47f6-bb70-8d101974fab5
- Nationale Bibliotheek van Tsjechië: xx0027296
- Nationale Bibliotheek van Israël: 987007325057005171
- Nationale Bibliotheek van Polen: a0000001802534
- Nederlandse Thesaurus van Auteursnamen: 182141497
- SNAC: w6vr5xr3
- Système universitaire de documentation: 142453579
- Virtual International Authority File: 73024868
- WorldCat: E39PBJmhTP6hwDHhmKd6PbdxXd